# Andrea II d'Ungheria
Andrea II d'Ungheria, detto il Gerosolimitano (in ungherese II. András; in slovacco Ondrej II.;  in croato Andrija I.; in ucraino Андрій II?; 1177 circa – 21 settembre 1235), fu re d'Ungheria dal 1205 fino al 1235 e membro della dinastia degli Arpadi.
Figlio minore di Béla III d'Ungheria, gli fu affidata l'amministrazione del Principato di Galizia appena conquistato dal padre nel 1188, che gestì dal 1188 al 1189/1190 e, di nuovo, tra il 1208/1209 e il 1210. Tuttavia, poiché il governo di Andrea si rivelò impopolare, i boiardi decisero e riuscirono con successo a espellerlo. Béla III assegnò feudi e denaro ad Andrea, vincolandolo a utilizzare i beni ottenuti per sostenere economicamente una crociata in Terra santa. Anziché adempiere ai dettami di suo padre, Andrea costrinse suo fratello maggiore, il re Emerico d'Ungheria, a cedergli la Croazia e la Dalmazia a titolo di appannaggio nel 1197. Desideroso di ottenere la corona per sé, l'anno successivo Andrea occupò militarmente la Zaclumia e si impegnò in diverse lotte con il suo consanguineo, senza però riuscire a ottenere l'obiettivo che si era prefissato.
Nonostante Andrea non avesse smesso di cospirare contro di lui, Emerico, ammalatosi gravemente, si riconciliò con il fratello e lo nominò tutore di suo figlio, Ladislao III, nel 1204. Dopo la morte prematura di Ladislao, Andrea salì al trono nel 1205. Secondo lo storico László Kontler, «fu durante i tumulti sociopolitici in corso in concomitanza del mandato di [Andrea] che le relazioni bilaterali, gli accordi, il quadro istituzionale e le categorie sociali nate sotto Stefano I iniziarono a disintegrarsi nelle alte sfere della società» in Ungheria. Andrea introdusse un'inedita politica di sovvenzioni, le cosiddette "nuove istituzioni", concedendo denaro e possedimenti reali ai suoi sostenitori senza badare alle minori entrate che le casse reali avrebbero patito. Fu inoltre il primo monarca ungherese ad adottare il titolo di "re di Galizia e Lodomiria", due principati della Rus' di Kiev verso cui condusse più di una decina di guerre, tutte terminate a distanza più o meno breve dalla conquista con il ripristino del controllo sulle regioni da parte dei boiardi locali e il reinsediamento al potere dei governanti detronizzati. Alla fine, il sogno di suo padre di vederlo combattere per la fede cristiana si realizzò, benché l'esito della Quinta crociata a cui partecipò nel 1217-1218 fu fallimentare.
Quando i "servitori reali" (servientes regis) si ribellarono alla corona, Andrea risultò costretto a emettere la Bolla d'oro del 1222, la quale confermava per iscritto i loro privilegi. In occasione di tale evento cominciò ad effettuare la sua ascesa la nobiltà ungherese. Il suo Diploma Andreanum del 1224 elencava le libertà della comunità dei sassoni di Transilvania. La presenza di ebrei e musulmani tra i funzionari preposti alla supervisione delle rendite reali lo trascinò in un conflitto diplomatico con la Santa Sede e il prelato situato nel regno magiaro. Nel 1233 Andrea si impegnò a rispettare i privilegi dei sacerdoti cattolici e ad allontanare i non cristiani malvisti e incaricati in posizioni di spicco, ma non mantenne mai quest'ultima promessa.
La prima moglie di Andrea, Gertrude di Merania, fu assassinata nel 1213 perché il suo palese favoritismo verso i suoi parenti e cortigiani tedeschi suscitò malcontento tra la nobiltà locale. La procedura di canonizzazione della loro figlia, Elisabetta d'Ungheria, si esaurì mentre Andrea era ancora in vita. Dopo la morte di Andrea, i suoi figli, Béla e Colomanno, accusarono la sua terza moglie, Beatrice d'Este, di adulterio e non ritenne mai suo figlio, Stefano, legittimo di Andrea.

## Biografia

### Infanzia e giovinezza (1177 circa-1197)

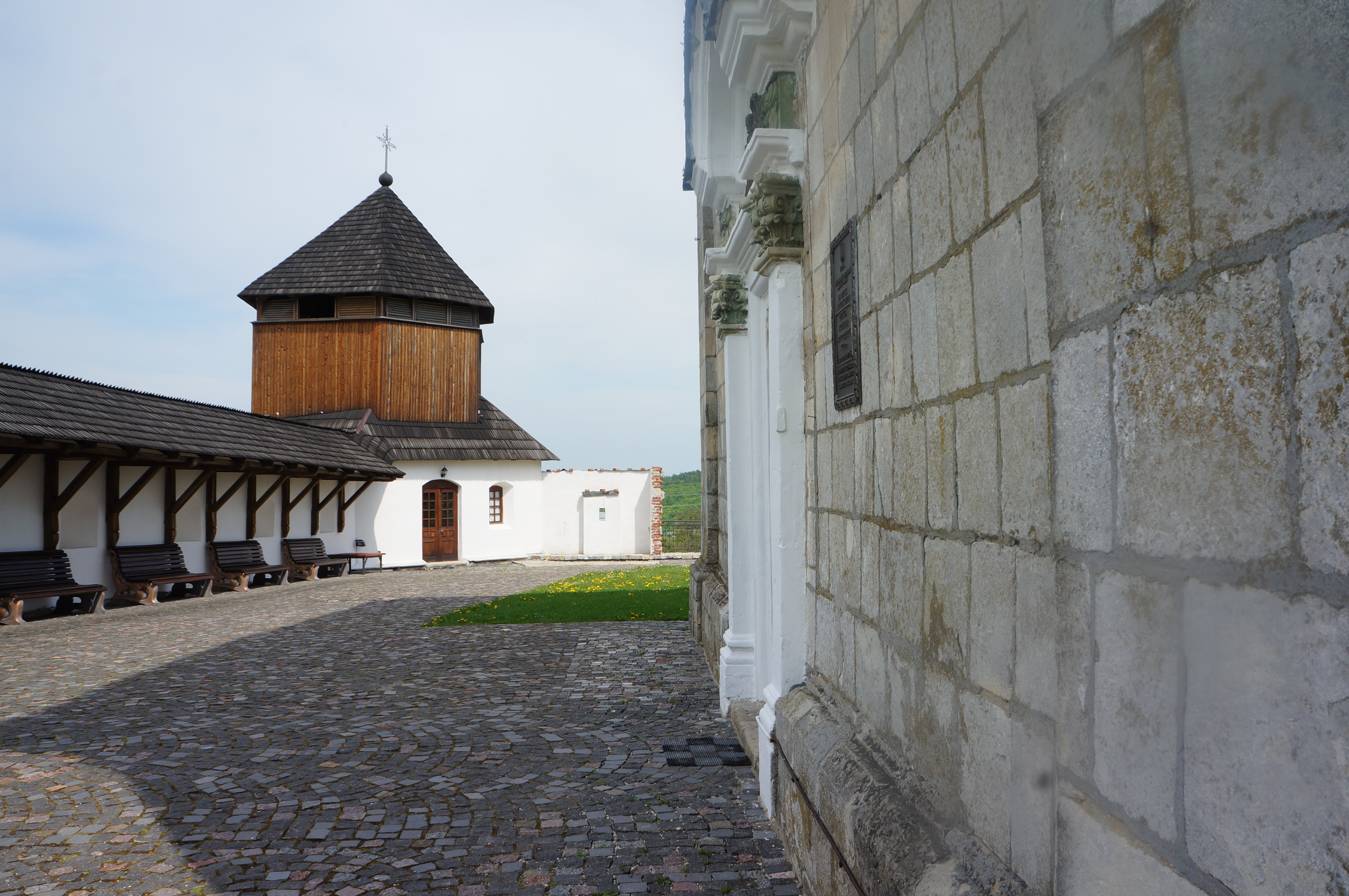
Ricostruzione della fortezza di Halyč Vecchia, oggi in Ucraina, capitale della regione della Galizia amministrata da Andrea II dal 1188 al 1189 o 1190 e dal 1208 o 1209 al 1210

Andrea era il secondo figlio del re Béla III e della prima moglie di quest'ultimo, Agnese d'Antiochia. L'anno di nascita di Andrea non risulta noto, ma gli storici moderni concordano sul fatto che la madre partorì intorno al 1177 in quanto Margherita, nata nel 1175 o 1176, viene ritenuta sua sorella maggiore, sia pur non essendovi la certezza. La prima menzione di Andrea in fonti storiche avviene con riferimento all'invasione del padre del Principato di Galizia nel 1188. In quell'anno, Béla III invase la Galizia su richiesta del suo vecchio principe, Vladimiro II Jaroslavič, che era stato allontanato dai suoi sudditi. Béla costrinse il nuovo principe, Romano il Grande, a fuggire e ad abbandonare la regione. Dopo aver conquistato la Galizia, questa venne ceduta in gestione ad Andrea. Vladimiro Jaroslavič non poté tornare, come sperava, al potere, in quanto Béla lo fece prigioniero e lo portò con sé in Ungheria.
Dopo il ritiro di Béla dalla Galizia, Romano il Grande tornò a costituire una minaccia grazie all'assistenza di Rurik Rostislavič, principe di Bélgorod Kíevski, una città situata sulle rive del fiume Irpin'. Pur avendo cercato di espellere Andrea e il suo esercito al seguito, i magiari surclassarono la coalizione di Romano e di Rurik Rostislavič. Un gruppo di boiardi locali offrì in quel frangente il trono a Rostislav Ivanovič, un lontano cugino dei prigionieri Vladimiro Jaroslavič. Constatati i tumulti, Béla III spedì dei rinforzi in Galizia e consentì alle truppe di Andrea di respingere gli attacchi avversari. Il governo nominale di Andrea risultò impopolare in Galizia, in quanto i soldati ungheresi maltrattavano le donne locali e non avevano rispetto per le chiese ortodosse. Di conseguenza, i boiardi locali si allearono con il loro vecchio principe, Vladimiro Jaroslavič, che era fuggito dalla prigionia e aveva fatto ritorno in Galizia. Anche il duca Casimiro II di Polonia prese le parti di Vladimiro, riuscendo ad allontanare Andrea e il suo seguito dal principato nell'agosto del 1189 o del 1190. A seguito della disfatta, Andrea fece ritorno in patria.
Nel momento in cui decise di scrivere il testamento, suo padre non gli riservò un ducato separato, benché gli concesse solo alcune fortezze, feudi e denaro. Secondo lo storico Attila Zsoldos, questi possedimenti si trovavano in Slavonia. Sul letto di morte, Béla III, che si era impegnato a guidare una crociata in Terra santa, ordinò ad Andrea di adempiere al suo voto. Il padre di Andrea morì il 23 aprile 1196 e il fratello maggiore di Andrea, Emerico, gli succedette nel ruolo di monarca.

### Duca di Croazia e Dalmazia (1197-1204)
Convinto ad assumere la corona per se stesso, Andrea sfruttò le ricchezze ereditate da suo padre al fine di reclutare sostenitori tra i signori ungheresi. È possibile che avesse chiesto a suo fratello di assegnargli il ruolo di duca di Slavonia, che nella seconda metà del XII secolo aveva finito per corrispondere al titolo riservato ai sovrani che avrebbero in prospettiva governato. Andrea decise di siglare un'alleanza con Leopoldo VI di Babenberg, complottando assieme a lui contro Emerico. Le loro truppe congiunte misero in rotta l'esercito reale a Mački, in Slavonia, nel dicembre 1197. Dovendo accettare i termini imposti dai suoi avversari, re Emerico assegnò la Croazia e la Dalmazia ad Andrea come appannaggio, come crede la maggioranza degli storici. Al contrario, lo storico György Szabados afferma che Emerico non riconobbe mai il dominio di Andrea in Croazia e Dalmazia, il quale, come ritiene Szabados, si avvalse arbitrariamente del titolo di duca. Nei fatti, Andrea amministrò la Croazia e la Dalmazia come autorità indipendente, coniando delle monete, concedendo feudi e confermando privilegi. In conformità con l'accordo raggiunto, anche i comitati di Varasdino e Bodrog passarono sotto la sua sovranità. Entrò inoltre in stretti rapporti con le nobili famiglie dei Frangipani, i Babonići e altri signori locali, dichiarando loro le sue intenzioni di assicurarsi il trono. Anche alcuni degli aristocratici di spicco decisero di dichiararsi a sostegno delle sue aspirazioni, tra cui il comes Andrea, il marito della principessa Margherita (la zia di Emerico e Andrea) e Macario Monoszló, ispán (una sorta di conte) di Szolnok. I Canonici regolari del Santo Sepolcro di Gerusalemme si stabilirono nell'area geografica da lui amministrata durante il suo mandato. Approfittando della morte di Miroslav Zavidović, Andrea invase la Zaclumia e occupò almeno quanto situato tra i fiumi Cettina e Neretva prima del maggio 1198. Negli atti dell'epoca, si definiva con la formula «per grazia di Dio, duca di Zara e di tutta la Dalmazia, Croazia e Hum».
Papa Innocenzo III esortò Andrea a condurre una crociata in Terra santa, ma l'ungherese si concentrò invece su un nuovo complotto contro Emerico con l'aiuto di Giovanni, abate di Pannonhalma, Boleslao, vescovo di Vác, e molti altri prelati e signori. Tra gli altri, va segnalata la compartecipazione del palatino, il quale tradì Emerico e giurò fedeltà al duca. Il papa minacciò Andrea di scomunicarlo se questi non avesse adempiuto al voto del padre, ma Andrea non desistette dal suo piano. La cospirazione fu scoperta il 10 marzo 1199, quando il re Emeric riuscì e entrare in possesso delle lettere scritte dai sostenitori di Andrea al vescovo Boleslao. Quell'estate, le truppe reali misero in rotta l'esercito di Andrea nella valle di Rád e vicino al lago Balaton, costringendo Andrea a fuggire in Austria. Durante l'esilio di Andrea, Emerico nominò degli uomini fidati ad amministrare la Slavonia, la Croazia e la Dalmazia. Fu un legato pontificio a mediare una riconciliazione tra Andrea ed Emerico, evento che consentì al primo di tornare in Croazia e Dalmazia nel 1200. Andrea sposò Gertrude di Merania tra il 1200 e il 1203; suo padre, Bertoldo IV d'Andechs, possedeva ampi domini nel Sacro Romano Impero, nello specifico lungo i confini del ducato di Andrea.

Le "strisce degli Arpadi" (quattro in Argento e quattro in rosso) sullo stemma personale di Andrea

Quando il figlio di Emerico, Ladislao, nacque intorno al 1200, le speranze di Andrea di subentrare al fratello in veste di re andarono in frantumi. Papa Innocenzo confermò la legittimità del bambino come erede alla corona, dichiarando che i futuri figli di Andrea avrebbero ereditato soltanto il ducato da lui posseduto. Andrea pianificò una nuova insurrezione contro suo fratello, ma quest'ultimo lo catturò senza che si frapponesse a lui nessuno vicino a Varaždin nell'ottobre del 1203. Al contrario, lo storico Attila Zsoldos ritiene che fu il sovrano a rivoltarsi contro la provincia di suo fratello con un esercito inizialmente predisposto per una crociata.
(Tommaso Arcidiacono: Storia dei Vescovi di Salona e Spalato)
Andrea fu dapprima imprigionato nel forte di Gornji Kneginec e poi condotto a Strigonio. Alessandro, un membro della nobile famiglia degli Hont-Pázmány, lo liberò all'inizio del 1204. Non è però chiaro se Andrea fosse stato liberato dai suoi sostenitori o la sua liberazione avvenne con il tacito consenso di Emerico. Dopo essersi ammalato, il sovrano magiaro in carica fece incoronare re suo figlio, Ladislao, il 26 agosto. Poiché papa Innocenzo aveva già ordinato all'arcivescovo di Strigonio, Ugrino Csák, di presiedere l'incoronazione in aprile, appare plausibile che Emerico scelse di rilasciare Andrea, ritenendo la cerimonia dell'incoronazione non di vitale importanza. Andrea si riconciliò con il fratello morente, che gli affidò il compito di fungere da «tutore di suo figlio e supplire all'amministrazione dell'intero regno fino a quando il giovane non avesse raggiunto la maggiore età», come riferisce il quasi coevo Tommaso Arcidiacono.

### Tutore di suo nipote (1204-1205)
Re Emerico morì il 30 novembre 1204 e Andrea governò in vece del figlio: poiché negli atti reali emessi quando fu incoronato considerava anche gli anni in cui fu tutore, è lecito dedurre come egli si considerasse il legittimo monarca subentrato al fratello. Papa Innocenzo sollecitò Andrea a rimanere fedele a Ladislao, oltre a rammentargli la necessità di adempiere al voto di condurre una crociata, di assicurarsi le rendite della regina vedova Costanza d'Aragona e di mantenere intatto il numero di feudi reali. Le lettere giunte dallo Stato pontificio suggeriscono che gravi tensioni aggravarono il rapporto tra Andrea e Costanza dopo la morte di Emerico.
Le sue scelte in veste di formale tutore si dimostrarono molto discusse o opinabili a giudizio degli studiosi moderni. Per esempio, Andrea incamerò il denaro che Emerico aveva lasciato in eredità a Ladislao nell'Abbazia di Pilis. Inoltre, confiscò una porzione significativa del patrimonio privato di Costanza, che prima di allora aveva depositato le sue ricchezze patrimoniali al convento degli Stefaniti a Strigonio, oltre a negarle la dote. La madre di Ladislao, Costanza d'Aragona, fuggì dall'Ungheria, portando suo figlio e la Sacra Corona in Austria. Secondo gli Annali di Admont, «alcuni vescovi e nobili» li scortarono, rompendo il blocco che Andrea eresse lungo il confine austriaco. Andrea si preparò per una guerra contro Leopoldo VI di Babenberg, ma Ladislao morì improvvisamente a Vienna il 7 maggio 1205. A quel punto, Andrea inviò Pietro II, vescovo di Győr, in Austria, recuperando con successo la Sacra Corona.

### Regno

#### Le "nuove istituzioni" e le campagne in Galizia (1205-1217)

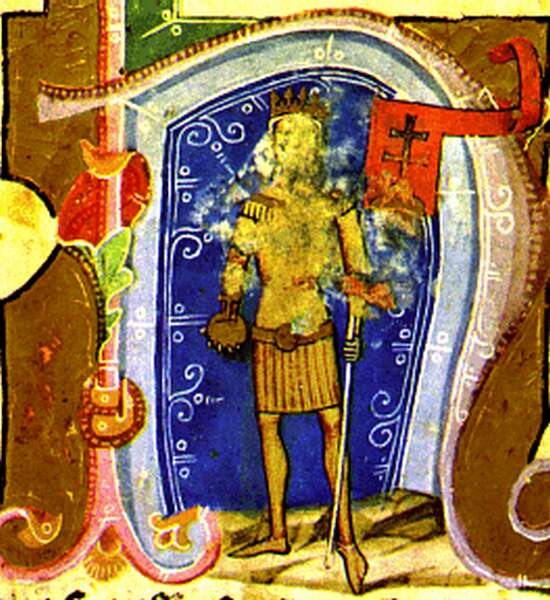
Andrea II raffigurato nella Chronica Picta

Giovanni, arcivescovo di Caloccia, incoronò Andrea come monarca ad Albareale il 29 maggio 1205. Andrea introdusse una nuova politica per le sovvenzioni reali, da lui chiamate "nuove istituzioni", in uno dei suoi statuti. Egli distribuì ampie porzioni dei precedenti possedimenti reali (nello specifico i castelli e le proprietà annesse) come sovvenzioni ereditabili ai suoi sostenitori, dichiarando che «la migliore misura di una sovvenzione reale è la sua incommensurabilità». La sua politica alterò sensibilmente i rapporti tra i monarchi e i membri dell'aristocrazia ungherese. Durante i due secoli precedenti, lo status di nobile dipendeva principalmente dal reddito che riceveva per i servizi prestati al monarca; dopo l'introduzione delle "nuove istituzioni", i beni che potevano ereditare consentivano entrate sufficienti. Questa politica ridusse inoltre le risorse di cui disponevano gli ispán (una sorta di conti), i quali esercitavano la propria autorità nei vari comitati e venivano nominati direttamente dai monarchi.
Durante il suo regno, Andrea si interessò particolarmente agli affari interni in corso nel vecchio principato di Galizia. È così che si spiega la campagna compiuta dal sovrano per riconquistare la Galizia nel 1205 o 1206. Su richiesta dei boiardi, intervenne contro Vsevolod Svjatoslavič, principe di Černihiv e dei suoi alleati per conto di Danilo Romanovič, il principe in età infantile della Galizia, e il principe di Lodomiria. Surclassato dai suoi avversari, Svjatoslavič e il suo seguito fu costretto a ritirarsi. In quel frangente, Andrea adottò il titolo di "re di Galizia e Lodomeria", dimostrando la sua pretesa di sovranità nei due principati. Dopo che Andrea tornò in Ungheria, il lontano cugino di Vsevolod Svjatoslavič, Vladimiro III Igorevič, si insediò militarmente sia in Galizia sia in Lodomiria, espellendo Danilo Romanovič e sua madre. La coppia fuggì in cerca di sostegno da Leszek I di Polonia, il quale gli suggerì di recarsi in Ungheria da Andrea. Tuttavia, come riferisce la Cronaca di Galizia e Volinia, Vladimiro Igorevič «inviò molti doni» sia ad Andrea sia a Leszek, dissuadendoli «da una prospettiva di un attacco» che avrebbe potuto compiere Danilo. Il fratello ribelle di Vladimiro Igorevič, Romano II Igorevič, raggiunse presto l'Ungheria e chiese l'assistenza del monarca. Romano tornò a Galizia ed espulse Vladimiro Igorevič con l'ausilio delle truppe ausiliarie magiare.
Andrea confermò i diritti riconosciuti a due città della Dalmazia, Spalato e Almissa, ed emise un nuovo statuto che elencava i privilegi degli arcivescovi di Spalato nel 1207. Approfittando di un conflitto scoppiato tra Romano Igorevič e i suoi boiardi, Andrea inviò dei soldati in Galizia sotto il comando del voivoda di Transilvania Benedetto, figlio di Korlát. Questi catturò Romano Igorevič e occupò il principato nel 1208 o 1209. Anziché nominare un nuovo principe, Andrea nominò Benedetto quale governatore della Galizia. Secondo la Cronaca di Galizia e Volinia, quest'ultimo si distinse perché «torturava i boiardi ed era dedito alla lussuria». Constatata la situazione, i boiardi offrirono il trono a Mstislav Mstislavič, principe di Novgorod, chiedendogli di prendere in considerazione l'idea di rovesciare Benedetto. Mstislav Mstislavič invase più tardi la Galizia, ma non riuscì a sconfiggere Benedetto.

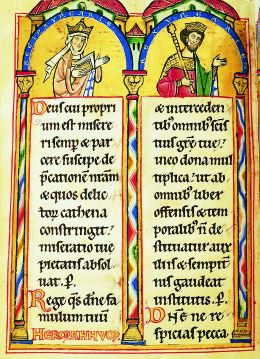
Andrea II d'Ungheria (a destra) e sua moglie Gertrude di Merania (a sinistra) nel salterio di Ermanno I di Turingia

I due fratelli della regina Gertrude, Ecberto, vescovo di Bamberga, ed Enrico II, margravio d'Istria, fuggirono in Ungheria nel 1208 dopo essere stati accusati di aver partecipato all'omicidio di Filippo, re dei tedeschi. Andrea concesse ampi domini al vescovo Ecberto nella regione dello Szepesség (oggi Spiš, in Slovacchia). Il fratello minore di Gertrude, Bertoldo, divenne arcivescovo di Caloccia dal 1206 e fu nominato bano di Croazia e Dalmazia nel 1209. La generosità di Andrea nei confronti dei parenti e cortigiani teutonici di sua moglie scontentò la nobiltà locale. Secondo lo storico Gyula Kristó, l'anonimo autore delle Gesta Hungarorum si riferiva ai tedeschi del Sacro Romano Impero quando menzionò sarcasticamente che «ora [...] i romani pascolano sui beni dell'Ungheria». Nel 1209 Zara, passata in mano ai veneziani a seguito dell'assedio del 1202, fu riconquistata da uno dei vassalli dalmati di Andrea, Domaldo di Sidraga, ma i veneziani la riconquistarono un anno dopo.
Romano Igorevič si riconciliò con suo fratello Vladimiro all'inizio del 1209 o 1210. Le loro forze congiunte sconfissero l'esercito di Benedetto, espellendo gli ungheresi dalla Galizia. Vladimiro Igorevič mandò uno dei suoi figli, Vsevolod Vladimirovič, «a portare dei doni al re in Ungheria» per compiacere Andrea. Un gruppo di aristocratici ungheresi scontenti offrì la corona ai cugini di Andrea, i figli dello zio di Andrea, Géza, i quali vivevano nell'impero bizantino). Tuttavia, gli inviati dei cugini furono catturati e intercettati a Spalato nel 1210. All'inizio degli anni 1210 Andrea inviò «un'armata composta da Sassoni, Valacchi, Siculi e Peceneghi» comandata da Joachim Türje, conte di Hermannstadt, (oggi Sibiu, in Romania) per assistere Boril di Bulgaria nella sua lotta contro tre capi cumani ribelli. Più o meno nello stesso periodo, le truppe ungheresi occuparono Belgrado e Barancs (ora Braničevo, in Serbia), che erano state perse dalla Bulgaria sotto Emerico. Nello scontro che ne seguì, l'esercito di Andrea sconfisse i Cumani a Vidin. Andrea concesse frattanto il Barcaság (la regione di Țara Bârsei, in Romania) ai Cavalieri teutonici, incaricati di difendere le regioni più orientali dell'Ungheria contro i Cumani e incoraggiare la loro conversione al cattolicesimo.
Un gruppo di boiardi, allarmato dagli atti dispotici di Vladimiro Igorevič, chiese ad Andrea di restaurare Danilo Romanovič come sovrano della Galizia nel 1210 o 1211. Andrea e i suoi alleati, Leszek I di Polonia e almeno cinque principi della Rus', inviarono i loro eserciti in Galizia e ripristinarono al potere Danilo. I boiardi locali espulsero la madre di Danilo nel 1212, convincendo Andrea a condurre personalmente il suo esercito verso est. Una volta catturato Volodislav Kormilčič, il boiardo più influente, Andrea lo portò in Ungheria e, dopo che il sovrano magiaro tornò in patria, gli altri boiardi offrirono nuovamente il trono a Mstislav Mstislavič, reo di aver espulso in quel frangente Danilo Romanovič e sua madre dal principato. Andrea partì per una nuova campagna contro la Galizia nell'estate del 1213. Durante la sua assenza, i signori ungheresi, contrariati dal favoritismo della regina Gertrude nei confronti del suo seguito tedesco, catturarono e uccisero lei e molti dei suoi cortigiani sui monti Pilis il 28 settembre (assassinio di Gertrude di Merania). Quando venne a conoscenza del suo omicidio, Andrea raggiunse l'Ungheria e ordinò l'esecuzione dell'assassino, Pietro, figlio di Töre. Tuttavia, i complici di Pietro, tra cui il palatino Bánk Bár-Kalán, non ricevettero delle punizioni severe. Un gruppo di nobili ungheresi, definiti da Andrea «pervertiti» in una delle sue lettere, complottarono per detronizzarlo e incoronare il suo figlio maggiore che aveva otto anni, Béla, ma non riuscirono a destituirlo e poterono solo costringere Andrea ad acconsentire all'incoronazione di Béla nel 1214.
Andrea e Leszek di Polonia firmarono un trattato di alleanza ai sensi del quale il secondo figlio di Andrea, Colomanno, avrebbe dovuto sposare la figlia del polacco, Salomea. Andrea e Leszek invasero in maniera congiunta la Galizia nel 1214 e Colomanno fu nominato principe, accettando di cedere Przemyśl alla Polonia. L'anno successivo, tuttavia, Andrea giunse nuovamente in Galizia e sottomise Przemyśl, generando tensioni diplomatiche con Cracovia. Leszek di Polonia si riconciliò presto con Mstislav Mstislavič e invase assieme a lui la Galizia, costringendo Colomanno a trovare rifugio in Ungheria. Nell'ambito delle scelte politiche interne, Andrea nominò il mastro tesoriere Davide, figlio di Ampud, come responsabile dell'amministrazione delle risorse erariali dal 1214 circa in poi. Nel corso degli anni si assistette a una drastica riduzione delle entrate reali, ragion per cui il sovrano, su consiglio del tesoriere, decise di innalzare le tasse sull'estrazione mineraria, sul commercio del sale e alle dogane. Anche il cambio annuale delle monete produsse maggiori entrate per la camera reale, ma questi provvedimenti suscitarono il malcontento della popolazione.
Andrea siglò un secondo trattato di alleanza con Leszek di Polonia nell'estate del 1216. Leszek e il figlio di Andrea, Colomanno, invasero la Galizia ed espulsero Mstislav Mstislavič e Danilo Romanovič, consentendo a Colomanno di tornare al potere. Nello stesso anno, Andrea incontrò Stefano Prvovenčani, gran principe di Serbia, a Ravno (oggi Ćuprija, in Serbia). Egli convinse Stefano Nemanjić a negoziare con Enrico, imperatore latino di Costantinopoli e zio della seconda moglie di Andrea, Iolanda di Courtenay. Stefano Nemanjić fu incoronato re di Serbia nel 1217, mentre al contempo Andrea accarezzava l'idea di invadere la Serbia; tuttavia, come riferiscono entrambe le versioni della Vita di Sava', il fratello di Stefano Nemanjić, Sava, lo dissuase dal compiere una simile operazione.

#### Crociata di Andrea (1217-1218)

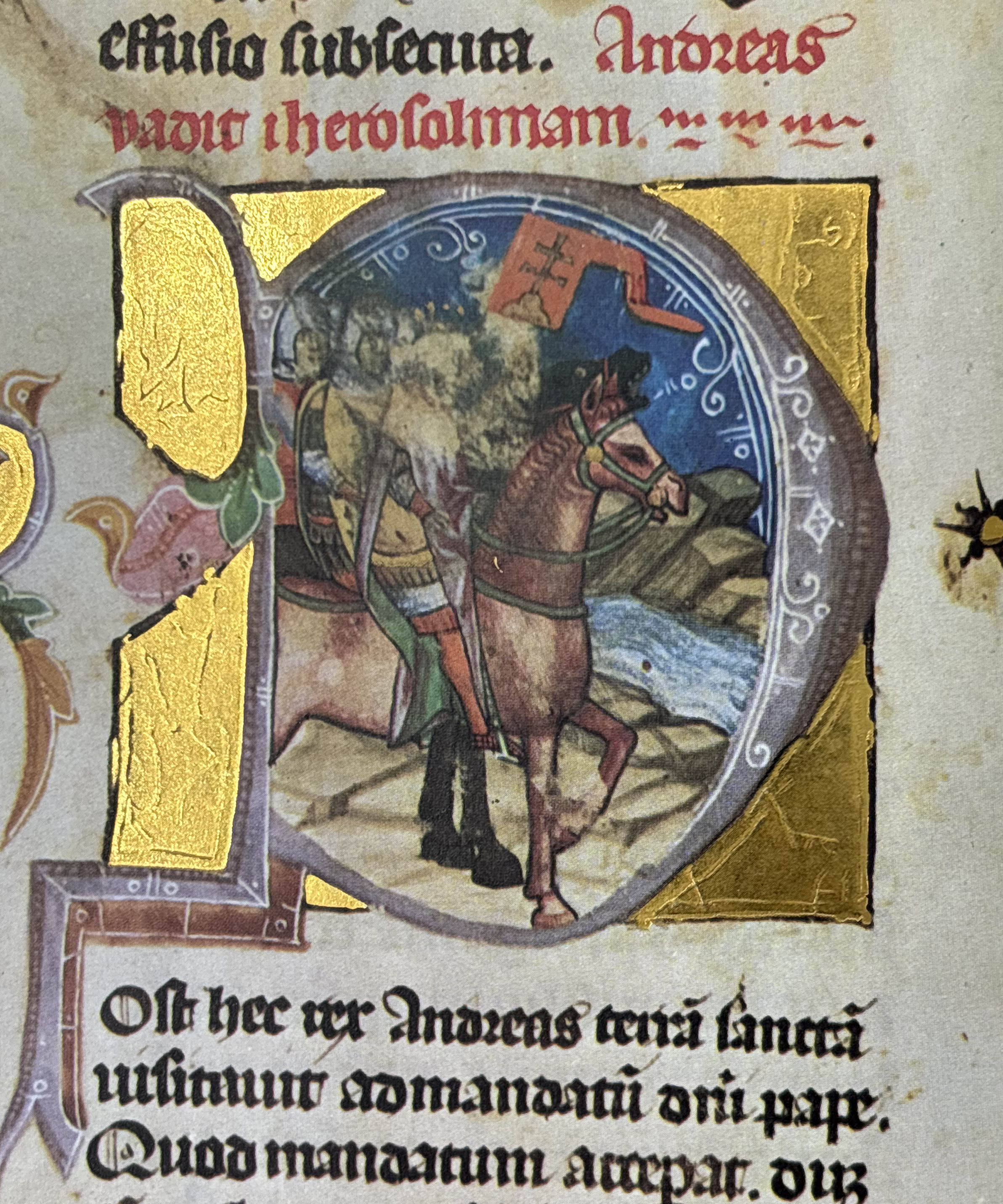
Andrea alla testa del suo esercito di crociati. Miniatura tratta dalla Chronica Picta

Nel luglio 1216, il neoeletto papa Onorio III sollecitò ancora una volta Andrea ad adempiere al voto di suo padre di condurre una crociata. Andrea, che aveva posticipato questa richiesta almeno tre volte (nel 1201, 1209 e 1213), fu finalmente d'accordo. Steven Runciman, Tibor Almási e altri storici moderni affermano che Andrea sperava che la sua decisione avrebbe aumentato le sue probabilità di essere nominato imperatore latino di Costantinopoli, in quanto lo zio di sua moglie, l'imperatore Enrico, era morto a giugno. Secondo una lettera scritta da papa Onorio nel 1217, gli emissari dell'impero latino avevano effettivamente informato Andrea che intendevano eleggere lui o suo suocero, Pietro di Courtenay, per quel ruolo. Ciononostante, alla fine la scelta ricadde nel 1216 sul secondo.
Andrea vendette e ipotecò le proprietà reali per finanziare la sua campagna, rientrante nell'ambito della Quinta crociata. In quel frangente, rinunciò alla sua pretesa su Zara a favore della Repubblica di Venezia in modo che potesse garantire la spedizione per il suo esercito. Affidato il governo dell'Ungheria all'arcivescovo Giovanni di Strigonio e della Croazia e della Dalmazia a Ponzio di Croce, il priore templare di Vrana, nel luglio del 1217 Andrea partì da Zagabria, accompagnato dai duchi Leopoldo VI di Babenberg e Ottone II di Borgogna. Il suo esercito era così numeroso (almeno 10.000 soldati a cavallo e una quantità alta ma non conosciuta di fanti) che la maggioranza di essi rimase indietro quando Andrea e i suoi uomini si imbarcarono a Spalato due mesi dopo. Le navi trasportarono le truppe ad Acri, dove sbarcarono a ottobre.
I comandanti della crociata includevano Giovanni di Brienne, re di Gerusalemme, Leopoldo di Babenberg e i Gran maestri dei Cavalieri ospitalieri, dei Templari e dei Cavalieri teutonici. La coalizione cristiana indisse un consiglio di guerra ad Acri, con Andrea posto a capo della riunione. All'inizio di novembre, i crociati lanciarono una campagna verso il fiume Giordano, costringendo Al-'Adil I, sultano d'Egitto, a ritirarsi senza combattere; i crociati saccheggiarono dunque Beisan. Dopo che i crociati fecero ritorno ad Acri, Andrea non partecipò a nessun'altra campagna militare. Egli si impegnò infatti a collezionare reliquie sacre, inclusa una brocca d'acqua presumibilmente usata alle nozze di Cana, il teschio di Stefano protomartire e di Margherita di Antiochia, la mano destra degli Apostoli Tommaso e Bartolomeo e una parte del bastone di Aronne. Se il resoconto fornito da Tommaso Arcidiacono di alcuni «uomini malvagi e impudenti» ad Acri che «gli versarono a tradimento qualcosa da bere avvelenato» risulta affidabile, bisognerebbe pensare che l'inattività di Andrea si dovette al suo percorso di guarigione.
Andrea decise di tornare in patria proprio all'inizio del 1218, malgrado Rodolfo di Mérencourt, patriarca latino di Gerusalemme, lo minacciò di scomunica. Andrea si recò per la prima volta nella sua vita a Tripoli e partecipò al matrimonio di Boemondo IV di Antiochia e Melisenda di Lusignano il 10 gennaio. Da Tripoli, si recò in Cilicia, dove lui e Leone II d'Armenia promisero in sposa la figlia di Leone, Isabella, al figlio più giovane del monarca magiaro, Andrea. Andrea procedette attraverso il Sultanato di Rum selgiuchide prima di arrivare a Nicea (oggi İznik, in Turchia). I suoi cugini (i figli di suo zio, Géza) lo attaccarono quando si trovava a Nicea. Subito dopo organizzò il matrimonio del suo figlio maggiore, Béla, con Maria Lascaris, figlia dell'imperatore Teodoro I Lascaris. Quando arrivò in Bulgaria, stando a Tommaso Arcidiacono, ad Andrea non fu permesso andar via finché «non diede piena sicurezza che sua figlia [ Anna Maria ] sarebbe stata unita in matrimonio» allo zar Ivan Asen II. Alla fine, Andrea raggiunse l'Ungheria negli ultimi mesi del 1218. Secondo lo storico Thomas Van Cleve, la «crociata di Andrea non aveva ottenuto alcun risultato e non gli aveva portato onore». Oliviero di Paderborn, Giacomo di Vitry e altri autori del XIII secolo accusarono inequivocabilmente Andrea del fallimento della crociata. Stephen Donnachie afferma che « [...] esaminando i registri di Onorio e le comunicazioni diplomatiche tra Andrea e il curia papale, non si deve dubitare del sincero impegno di Andrea nella crociata, né si possono ignorare i suoi ampi preparativi per la campagna, anche se alla fine sprecò la sua opportunità».

#### Bolla d'oro (1218-1222)

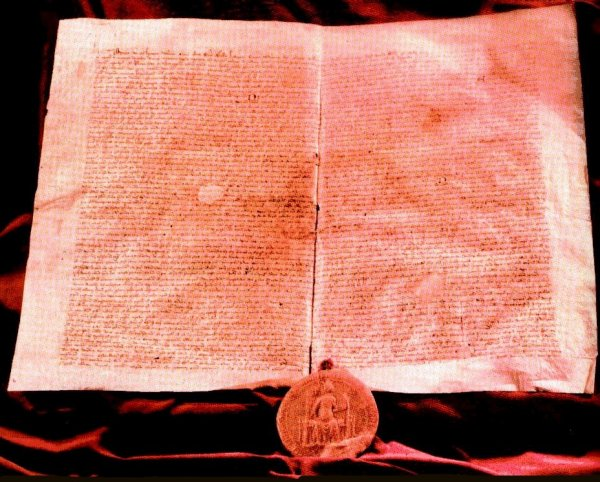
La Bolla d'oro emessa da Andrea nel 1222

Quando tornò in Ungheria, Andrea si lamentò con papa Onorio che il suo regno versava «in uno Stato miserabile e afflitto, essendo stato privato di tutte le sue entrate». Un gruppo di aristocratici aveva persino espulso l'arcivescovo Giovanni dall'Ungheria, in maniera tale da godere di una libertà di manovra ancora maggiore. Andrea si era indebitato enormemente a causa della sua crociata, evento che lo costrinse a imporre tasse straordinariamente alte e a svalutare la moneta ungherese. Nel 1218 o 1219, Mstislav Mstislavič invase la Galizia e fece prigioniero il figlio di Andrea, Colomanno. Scegliendo di scendere a compromessi con Mstislavič, Andrea lo convinse a rilasciare Colomanno e il figlio più giovane e omonimo di Andrea fu promesso in sposa alla figlia al principe slavo. Nel 1220 un gruppo di aristocratici convinse Andrea a nominare il suo figlio maggiore, Béla, quale duca di Croazia, Dalmazia e Slavonia.
Andrea impiegò degli ebrei e dei musulmani (Böszörmény) per amministrare le entrate reali, suscitando il malcontento della Santa Sede a partire dai primi anni 1220. Papa Onorio esortò Andrea e la regina Iolanda a scongiurare il rischio che fossero dei musulmani a scegliere se nominare eventuali nuovi funzionari per il tesoro della corona. Andrea confermò i privilegi dei sacerdoti, inclusa la loro esenzione dalle tasse e il diritto di essere giudicati esclusivamente dai tribunali ecclesiastici (Privilegium fori), mentre proibì la consacrazione degli udvornici (delle persone che godevano di uno status di semi-schiavitù al servizio della corona), dei várnép (solitamente contadini che coltivavano le terre del re o degli ispán) e di altri servi della gleba all'inizio del 1222. Tuttavia, un nuovo conflitto emerse tra Andrea e la Santa Sede dopo che Béla fu convinto a separarsi dalla moglie, Maria Lascarina. Secondo una lettera di papa Onorio, una «folla immensa» si avvicinò ad Andrea intorno all'aprile 1222, esigendo «cose gravi e ingiuste». In realtà, i servitori reali (szerviens), che erano proprietari terrieri direttamente soggetti al potere del monarca e costretti ad arruolarsi nell'esercito reale, si radunarono e costrinsero Andrea a rimuovere il palatino Julius Kán e gli altri suoi funzionari. Andrea fu inoltre costretto a emettere un importante documento reale, la Bolla d'oro del 1222. La carta riassumeva le libertà dei servitori reali, inclusa la loro esenzione dalle tasse e la giurisdizione degli ispán. L'ultima clausola della Bolla d'oro autorizzava «i vescovi e gli altri baroni e nobili del regno, sia singolarmente sia in comune» a resistere al monarca se non avesse rispettato le disposizioni dello statuto. La bolla d'oro distingueva chiaramente i servitori reali dagli altri sudditi del re, portando alla pericolosa ascesa della nobiltà ungherese. In virtù dei suoi contenuti, è possibile paragonare l'atto alla Magna Carta inglese, che fu siglata tra l'altro a un decennio circa di differenza, cioè alcuni anni prima nel 1215. Una differenza sostanziale tra i due documenti si rintraccia nel fatto che, mentre in Inghilterra alcuni dei princìpi enucleati concessero diritti a ogni suddito, in Ungheria fu soltanto l'aristocrazia ad assumere un peso maggiore rispetto alla corona e ai ceti sociali inferiori.

#### Conflitti con il figlio e con la Chiesa (1222-1234)
Andrea congedò il palatino Teodoro Csanád e restaurò Julius Kán nella seconda metà del 1222. L'anno successivo, papa Onorio esortò Andrea a proclamare una nuova crociata. Se il resoconto fornito dalla Continuatio Claustroneuburgensis è affidabile, Andrea prese la croce per dimostrare che intendeva dare il via una nuova crociata, ma nessun'altra fonte menziona questo evento. Andrea aveva programmato di organizzare un nuovo matrimonio per il figlio maggiore, Béla, ma papa Onorio mediò una riconciliazione tra Béla e sua moglie nell'autunno del 1223, suscitando le ire del re ungherese e spingendo suo figlio a fuggire in Austria. Béla ritornò nel 1224 dopo che i vescovi persuasero Andrea a perdonarlo.
Nel suo Diploma Andreanum del 1224, Andrea confermò i privilegi dei «Sassoni» che abitavano la regione di Hermannstadt nella Transilvania meridionale (oggi Sibiu, in Romania). Nel frattempo, Andrea scoprì nel Barcaság, il territorio che aveva concesso ai teutonici, si stava complottando per detronizzarlo. Per questo motivo, l'anno successivo lanciò una campagna contro i Cavalieri teutonici e li costrinse a lasciare le terre che aveva ceduto intimandogli di trasferirsi in un altro luogo lontano dai suoi domini. Gli inviati di Andrea e Leopoldo VI d'Austria firmarono un trattato del 6 giugno che poneva fine ai conflitti armati lungo il confine ungherese-austriaco. Come parte dell'intesa, Leopoldo VI pagò un indennizzo per i danni che le sue truppe avevano causato in Ungheria. Andrea elevò il suo primogenito Béla a duca della Transilvania, mentre il ducato che il sovrano aveva posseduto da giovane fu donato al secondo figlio, Colomanno, nel 1226. Il duca Béla iniziò ad espandere la sua sovranità sui Cumani, i quali abitavano le terre a est dei Carpazi. Andrea lanciò una campagna contro Mstislav Mstislavič nel 1226 perché quest'ultimo si rifiutò di concedere la Galizia al figlio più giovane di Andrea, nonostante un precedente compromesso. Andrea assediò e sottomise Przemyśl, Terebovl e altre fortezze della regione. Tuttavia, le sue truppe patirono una dura battuta d'arresto a Kremenec' e a Zvenigorod, con il risultato che dovettero ritirarsi. Nonostante le sue vittorie, Mstislavič cedette comunque quanto possedeva al figlio di Andrea all'inizio del 1227.

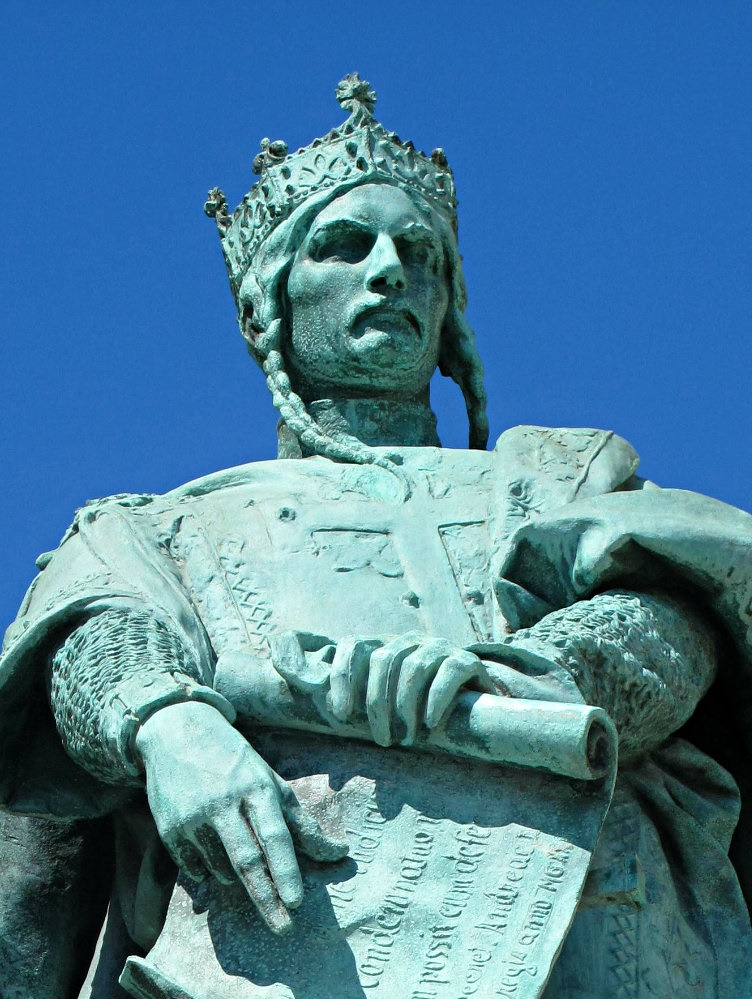
Statua di Andrea nella Piazza degli Eroi, a Budapest

Nel 1228 Andrea autorizzò suo figlio, Béla, a rivedere le precedenti concessioni feudali che gli aveva assegnato, verosimilmente anche su spinta di papa Onorio. Béla confiscò i domini di due nobili, Simone Kacsics e il già citato Bánk Bár-Kalán, i quali avevano preso parte alla cospirazione per uccidere la regina Gertrude. Nel 1229, su proposta di Béla, Andrea confermò i privilegi dei capi cumani che si avevano deciso di giurare fedeltà a suo figlio. Nel frattempo, Roberto, arcivescovo di Strigonio, informò con sdegno alla curia romana che Andrea continuava a impiegare ebrei e musulmani nella sua amministrazione. Papa Gregorio IX autorizzò l'arcivescovo a compiere azioni di censura religiosa per persuadere Andrea ad allontanare i suoi funzionari non cristiani. Pressato da più parti, Andrea emise una nuova bolla d'oro nel 1231, la quale confermava che i musulmani erano banditi dal lavoro e autorizzò l'arcivescovo di Strigonio a scomunicarlo se la corona non avesse rispettato le disposizioni dell'atto. Nella seconda metà dell'anno, Andrea invase la Galizia e riportò al trono il figlio più giovane, Andrea.
L'arcivescovo Roberto scomunicò il palatino Denis e pose l'Ungheria sotto interdetto il 25 febbraio 1232, perché l'impiego di ebrei e musulmani continuò nonostante la Bolla d'oro del 1231. Poiché l'arcivescovo accusò i musulmani di star convincendo Andrea a sequestrare le proprietà della chiesa, il re dovette restituire quanto deteneva all'arcivescovo, il quale sospese a quel punto presto l'interdetto. Su richiesta di Andrea, papa Gregorio inviò il cardinale Jacopo da Pecorara come suo legato in Ungheria e promise che nessuno sarebbe stato scomunicato senza l'autorizzazione speciale del papa. Sebbene Andrea partì per la Galizia per sostenere il figlio più giovane in una lotta contro Danilo, ciò non gli impedì di portare avanti le trattative con il legato pontificio. Il 20 agosto 1233, nelle foreste di Bereg, promise che non avrebbe impiegato ebrei e musulmani per amministrare le entrate reali e che avrebbe pagato 10 000 marchi a titolo di compensazione per le entrate della Chiesa usurpate (giuramento di Bereg). Andrea ripeté il suo giuramento a Strigonio nel mese di settembre dello stesso anno.
Andrea e Federico II di Babenberg, duca d'Austria, firmarono un trattato di pace alla fine del 1233. Il re ungherese, rimasto vedovo, sposò la ventitreenne Beatrice D'Este il 14 maggio 1234, anche se i suoi figli erano decisamente contrari alla prospettiva di un suo terzo matrimonio. Giovanni di Wildeshausen, vescovo di Bosnia, proclamò per l'Ungheria un nuovo interdetto nella prima metà del 1234, perché Andrea non aveva rimosso i suoi funzionari non cristiani nonostante il giuramento di Bereg. Andrea e l'arcivescovo Roberto di Strigonio protestarono contro l'atto del vescovo rivolgendosi alla Santa Sede, l'uno perché non voleva adempiere alla sua promessa, l'altro perché si sentì scavalcato.

#### Ultimi anni (1234-1235)
Danilo Romanovič cinse d'assedio Halyč nel gennaio del 1234 e il figlio più giovane di Andrea morì nel corso dei combattimenti nell'autunno del 1234. Tempo dopo, nell'estate del 1235, Andrea prese d'assalto l'Austria, costringendo il duca Federico a pagare l'indennizzo promesso per i danni che le sue truppe avevano causato durante la campagna in Ungheria. Su richiesta di Andrea, papa Gregorio dichiarò il 31 agosto che Andrea e i suoi figli potevano essere scomunicati soltanto su autorizzazione della Santa Sede. Andrea morì il 21 settembre 1235 e fu sepolto nell'Abbazia di Egres.

## Ascendenza
|                       |                       |                         | Genitori                    |  |  | Nonni |  |  | Bisnonni           |  |  | Trisnonni        |  |
|                       |                       |                         |                             |  |  |       |  |  | Béla II d'Ungheria |  |  | Álmos d'Ungheria |  |
|                       |                       |                         |                             |  |  |       |  |  | Béla II d'Ungheria |  |  | Álmos d'Ungheria |  |
|                       |                       | Predslava di Kiev       |                             |  |  |       |  |  | Béla II d'Ungheria |  |  |                  |  |
| Géza II d'Ungheria    |                       |                         |                             |  |  |       |  |  | Béla II d'Ungheria |  |  |                  |  |
|                       |                       | Elena di Rascia         | Uroš I di Rascia            |  |  |       |  |  |                    |  |  |                  |  |
|                       |                       | Elena di Rascia         | Uroš I di Rascia            |  |  |       |  |  |                    |  |  |                  |  |
|                       |                       | Elena di Rascia         | …                           |  |  |       |  |  |                    |  |  |                  |  |
| Béla III d'Ungheria   |                       | Elena di Rascia         |                             |  |  |       |  |  |                    |  |  |                  |  |
|                       |                       | Mstislav I di Kiev      | Vladimiro II di Kiev        |  |  |       |  |  |                    |  |  |                  |  |
|                       |                       | Mstislav I di Kiev      | Vladimiro II di Kiev        |  |  |       |  |  |                    |  |  |                  |  |
|                       |                       | Mstislav I di Kiev      | Gytha del Wessex            |  |  |       |  |  |                    |  |  |                  |  |
| Efrosin'ja Mstislavna |                       | Mstislav I di Kiev      |                             |  |  |       |  |  |                    |  |  |                  |  |
|                       |                       | Ljubava Dmitr'evna      | Dmitrij Zavidic             |  |  |       |  |  |                    |  |  |                  |  |
|                       |                       | Ljubava Dmitr'evna      | Dmitrij Zavidic             |  |  |       |  |  |                    |  |  |                  |  |
|                       |                       | Ljubava Dmitr'evna      | …                           |  |  |       |  |  |                    |  |  |                  |  |
| Andrea II d'Ungheria  |                       | Ljubava Dmitr'evna      |                             |  |  |       |  |  |                    |  |  |                  |  |
|                       | Enrico I di Châtillon | Gaucher I di Châtillon  |                             |  |  |       |  |  |                    |  |  |                  |  |
|                       | Enrico I di Châtillon | Gaucher I di Châtillon  |                             |  |  |       |  |  |                    |  |  |                  |  |
|                       | Enrico I di Châtillon | Matilde di Lovanio      |                             |  |  |       |  |  |                    |  |  |                  |  |
| Rinaldo di Châtillon  | Enrico I di Châtillon |                         |                             |  |  |       |  |  |                    |  |  |                  |  |
|                       |                       | Ermengarda di Montjay   | Aubry di Montjay            |  |  |       |  |  |                    |  |  |                  |  |
|                       |                       | Ermengarda di Montjay   | Aubry di Montjay            |  |  |       |  |  |                    |  |  |                  |  |
|                       |                       | Ermengarda di Montjay   | …                           |  |  |       |  |  |                    |  |  |                  |  |
| Agnese d'Antiochia    |                       | Ermengarda di Montjay   |                             |  |  |       |  |  |                    |  |  |                  |  |
|                       |                       | Boemondo II d'Antiochia | Boemondo I d'Antiochia      |  |  |       |  |  |                    |  |  |                  |  |
|                       |                       | Boemondo II d'Antiochia | Boemondo I d'Antiochia      |  |  |       |  |  |                    |  |  |                  |  |
|                       |                       | Boemondo II d'Antiochia | Costanza di Francia         |  |  |       |  |  |                    |  |  |                  |  |
| Costanza d'Antiochia  |                       | Boemondo II d'Antiochia |                             |  |  |       |  |  |                    |  |  |                  |  |
|                       |                       | Alice di Antiochia      | Baldovino II di Gerusalemme |  |  |       |  |  |                    |  |  |                  |  |
|                       |                       | Alice di Antiochia      | Baldovino II di Gerusalemme |  |  |       |  |  |                    |  |  |                  |  |
|                       |                       | Alice di Antiochia      | Morfia di Melitene          |  |  |       |  |  |                    |  |  |                  |  |
|                       |                       | Alice di Antiochia      |                             |  |  |       |  |  |                    |  |  |                  |  |

## Discendenza

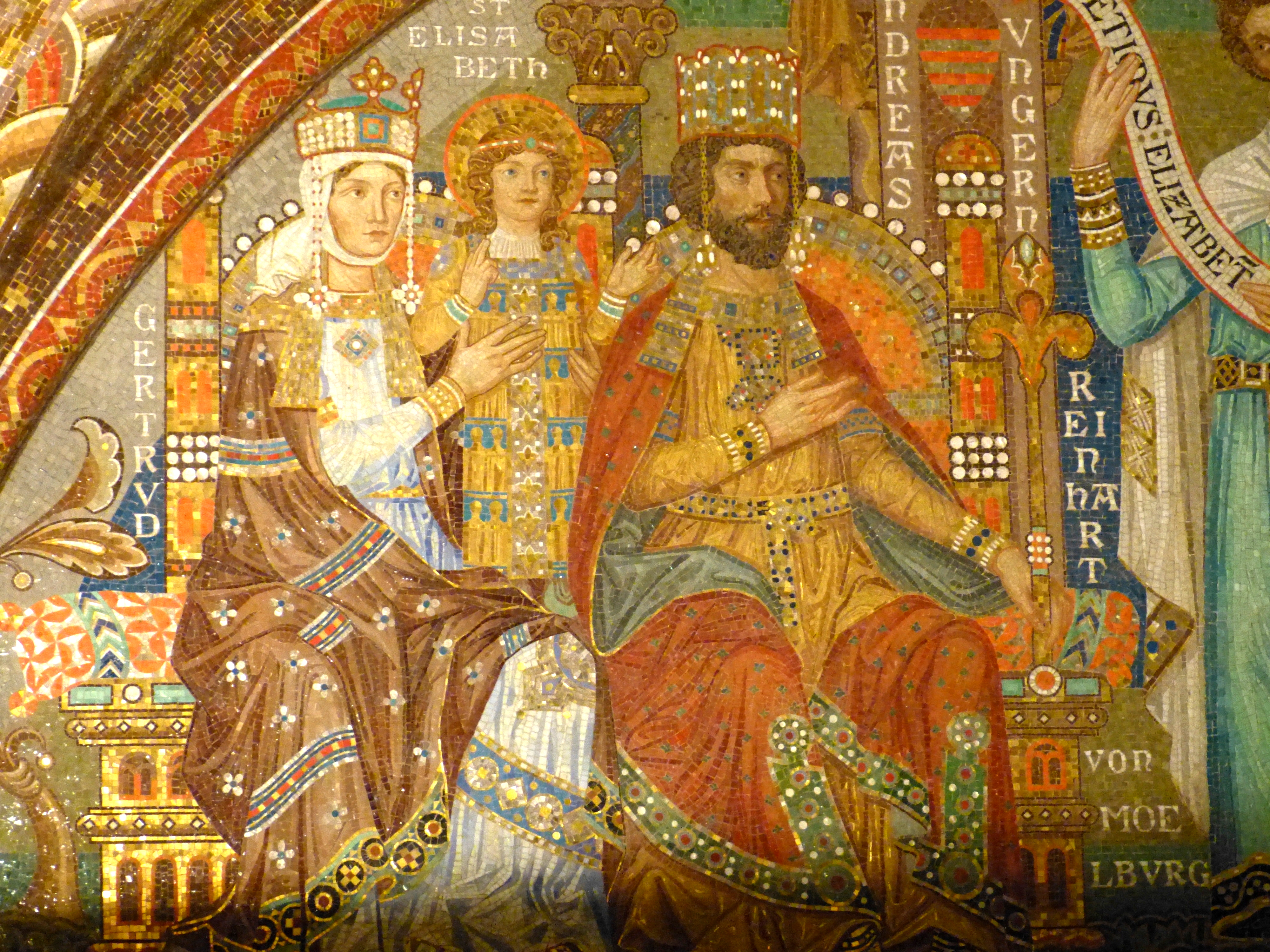
Andrea II, sua moglie Gertrude di Merania e, al centro, la loro figlia Elisabetta. Mosaico del XX secolo, Wartburg

La prima moglie di Andrea, Gertrude di Merania, nacque secondo lo storico Gyula Kristó intorno al 1185. La loro prima figlia, Maria, nacque nel 1203 o 1204 e sposò Ivan Asen II di Bulgaria. Il figlio maggiore di sesso maschile, Béla, nacque nel 1206 e in seguito succedette al padre come re. La sorella minore di Béla, Elisabetta, nacque nel 1207 e celebrò le nozze con Ludovico IV di Turingia. Morì nel 1231 e, quando il padre risultava ancora in vita, fu canonizzata. Il secondogenito Colomanno nacque nel 1208, mentre il terzo figlio, Andrea, nacque intorno al 1210. Sia Colomanno sia Andrea governarono ciascuno il Principato di Galizia per un breve frangente storico.
Due anni dopo l'assassinio della sua prima moglie, Andrea sposò Iolanda di Courtenay, nata intorno al 1198. La loro unica figlia, Iolanda, nacque intorno al 1219 e sposò Giacomo I d'Aragona. La terza consorte di Andrea, Beatrice D'Este, aveva circa ventitré anni quando la coppia si sposò nel 1234. La nobildonna diede alla luce un figlio di nome Stefano dopo la morte di Andrea, che non fu però riconosciuto come legittimo dai due figli maggiori di Andrea, Béla e Colomanno, i quali accusarono Beatrice di adulterio. Suo nipote, Andrea III, divenne l'ultimo monarca della dinastia degli Arpadi.
Riassumendo i figli avuti da Andrea II:
- Con Gertrude di Merania (n. ±1185):
  - Maria (n. 1203/1204), sposò Ivan Asen II di Bulgaria
  - Béla IV (n. 1206)
  - Elisabetta (n. 1207, m. 1231), sposò Ludovico IV di Turingia
  - Colomanno (n. ±1210)
  - Andrea, principe di Galizia
- Con Iolanda di Courtenay (n. ±1198)
  - Iolanda (n. ±1219) sposò Giacomo I d'Aragona
- Con Beatrice d'Este (23 anni al momento del matrimonio nel 1234)
  - Stefano

### Fonti primarie
- Tommaso Arcidiacono, Archdeacon Thomas of Split: History of the Bishops of Salona and Split, a cura di Olga Perić, traduzione di Damir Karbić, Mirjana Matijević Sokol e James Ross Sweeney, CEU Press, 2006, ISBN 963-7326-59-6.
- Dezső Dercsényi, Leslie S. Domonkos (a cura di), Chronica Picta, Corvina, Taplinger Publishing, 1970, ISBN 0-8008-4015-1.
- The Hypatian Codex II: The Galician-Volynian Chronicle, traduzione di George A. Perfecky, Wilhelm Fink Verlag, 1973, LCCN 72-79463.

### Fonti secondarie
- (HU) Tibor Almási, II. András, in Noémi Gujdár e Nóra Szatmáry, Magyar királyok nagykönyve: Uralkodóink, kormányzóink és az erdélyi fejedelmek életének és tetteinek képes története [Enciclopedia dei Re dell'Ungheria: Una Storia Illustrata della Vita e delle Gesta dei Nostri Monarchi, Reggenti e dei Principi della Transilvania], Reader's Digest, 2012,  pp. 86-89, ISBN 978-963-289-214-6.
- (HU) Attila Bárány, II. András balkáni külpolitikája [La politica estera di Andrea II nei Balcani, in Terézia Kerny e András Smohay, II. András and Székesfehérvár [Andrea II e Székesfehérvár], Székesfehérvári Egyházmegyei Múzeum, 2012,  pp. 129-173, ISBN 978-963-87898-4-6.
- (HU) Attila Bárány, II. András és a Latin Császárság [Andrea II e l'Impero Latino di Costantinopoli], vol. 126, n. 2, Hadtörténelmi Közlemények, 2013,  pp. 461-480, ISSN 0017-6540 (WC · ACNP).
- (EN) Július Bartl, Dušan Škvarna, Viliam Čičaj e Mária Kohútova, Slovak History: Chronology & Lexicon, Wauconda, Bolchazy-Carducci Publishers, 2002, ISBN 978-08-65-16444-4.
- (EN) Nora Berend, At the Gate of Christendom: Jews, Muslims and "Pagans" in Medieval Hungary, c. 1000-c.1300, Cambridge University Press, 2006, ISBN 978-0-521-02720-5.
- (EN) Nora Berend, Przemysław Urbańczyk e Przemysław Wiszewski, Central Europe in the High Middle Ages: Bohemia, Hungary and Poland, c.900-c.1300, Cambridge University Press, 2013, ISBN 978-05-21-78156-5.
- (EN) Florin Curta, Southeastern Europe in the Middle Ages, 500-1250, Cambridge, Cambridge University Press, 2006, ISBN 978-0-511-81563-8.
- (EN) Martin Dimnik, The Dynasty of Chernigov, 1054-1146, Pontifical Institute of Mediaeval Studies, 1994, ISBN 0-88844-116-9.
- (EN) Martin Dimnik, The Dynasty of Chernigov, 1146-1246, Cambridge University Press, 2003, ISBN 978-0-521-03981-9.
- Francis Dvornik, Gli slavi nella storia e nella civiltà europea, Edizioni Dedalo, 1985, ISBN 978-88-22-00504-5.
- (EN) Pál Engel, The Realm of St Stephen: A History of Medieval Hungary, 895-1526, I.B. Tauris Publishers, 2001, ISBN 1-86064-061-3.
- (HU) Géza Érszegi e László Solymosi, Az Árpádok királysága, 1000-1301 [La Monarchia degli Arpadi, 1000-1301], in László Solymosi, Magyarország történeti kronológiája, I: a kezdetektől 1526-ig [Cronologia Storica dell'Ungheria, Volume I: Dalle Origini al 1526], Akadémiai Kiadó, 1981,  pp. 79-187, ISBN 963-05-2661-1.
- (EN) John Van Antwerp Jr. Fine, The Late Medieval Balkans: A Critical Survey from the Late Twelfth Century to the Ottoman Conquest, The University of Michigan Press, 1994, ISBN 0-472-08260-4.
- (EN) László Kontler, Millennium in Central Europe: A History of Hungary, Atlantisz Publishing House, 1999, ISBN 963-9165-37-9.
- (HU) Gyula Kristó, II. András, in Gyula Kristó, Pál Engel e Ferenc Makk, Korai magyar történeti lexikon (9-14. század) [Enciclopedia dell'Antica Storia Ungherese (IX-XIV secolo)], Akadémiai Kiadó, 1994,  p. 43, ISBN 963-05-6722-9.
- (HU) Gyula Kristó e Ferenc Makk, Az Árpád-ház uralkodói [Sovrani della casata degli Arpadi], I.P.C. Könyvek, 1996, ISBN 963-7930-97-3.
- (EN) Branka Magaš, Croatia Through History, SAQI, 2007, ISBN 978-0-86356-775-9.
- Steven Runciman, Storia delle Crociate, traduzione di A. Comba e E. Bianchi, Einaudi, 2005, ISBN 978-88-06-17481-1.
- (EN) Victor Spinei, The Romanians and the Turkic Nomads North of the Danube Delta from the Tenth to the Mid-Thirteenth Century, Brill, 2009, ISBN 978-90-04-17536-5.
- (EN) Thomas C. Van Cleve, The Fifth Crusade, in Kenneth M. Setton, Robert Lee Wolff e Harry Hazard, A History of the Crusades, II: The Later Crusades, 1189-1311, The University of Wisconsin Press, 1969,  pp. 377-428, ISBN 0-299-04844-6.
- (HU) Attila Zsoldos, Az Aranybulla királya [Il Re della Bolla d'Oro], Városi Levéltár és Kutatóintézet, 2022, ISBN 978-963-8406-26-2.